# ملعب بادري إرنستو مارتيارينا
ملعب بادري ارنستو مارتيارينا (بالإنجليزية: Estadio Padre Ernesto Martearena)‏ هو ملعب كرة قدم يقع في سالتا، الأرجنتين، يتسع لـ 20,408 متفرج.

## التاريخ
افتتح الملعب في 2001.